# 唐納德·斯特林
唐纳德·斯特林（英語：Donald Sterling，1934年4月26日—），出生时的姓名为唐纳德·托克維茨（Donald Tokowitz），是一位美国商业大亨，并且是执业律师。1981年，斯特林以1250万美元买下NBA洛杉矶快船。2014年4月，斯特林被终身禁赛并被联盟罚款250万美元。斯特林的妻子雪莉达成了一项协议，要求斯特林家族信托基金以20亿美元的价格向史蒂夫鲍尔默出售快艇，斯特林在法庭上提出异议。NBA理事会于2014年8月12日批准将快艇出售给鲍尔默。
2016年11月，斯特林解决了他对NBA的诉讼，并且仍然活跃在洛杉矶的房地产领域。

## 種族歧視事件及被NBA開除事件
2013年9月唐納·斯特林在與拉丁裔女友V·史蒂維安諾（V. Stiviano）的爭執中，發表了對黑人極為歧視的言論。
他指責史蒂維安諾上傳與魔術強森的合照，並說出：「你可以帶黑人回家，甚至與他們上床，但我不希望妳與黑人公開露面，更不希望你帶他們去我的球場。」史蒂維安諾反問：「你知道有許多黑人在為你打球嗎？」斯特林竟然說：「我養黑人，給他們薪水，他們的一切都是我賜予的。」
這些對話在2014年4月25日被TMZ公開，並驚動了全世界，美國總統歐巴馬、麥可·喬丹，以及當事人魔術強森都公開譴責，快艇球員也非常憤怒，這個消息發生在快艇隊剛進入季後賽的緊要關頭，第二戰開始全員反穿球衣、穿戴黑色護腕，表達不滿，就如同1968年墨西哥奧運的賽事焦點，短跑比賽頒獎台戴着黑手套抗議一樣。
2014年4月30日，斯特林因为上述被公开的种族歧视言论，被NBA处以终身禁赛且罚款250万美元。
同時，這也是繼MLB後，NBA因為種族歧視行為所開出的最重處分。